# Неплюєв Семен Протасевич
Семен Протасевич Неплюєв  (роки народження і смерті невідомі) - постільничий, потім думний дворянин (1686-1692) і воєвода.

## Біографія
Представник незнатного дворянського роду Неплюєвих. Син московського дворянина (1629-1668) Протасія Назаровича Неплюєва. Семен Протасевич стряпчий (1677), стольник (1686).
Постільний при царі Олексії Михайловичу. У 1688 року згадується у чині думного дворянина.
До 1689 Семен Неплюєв знаходився на воєводстві в Севську, а в 1689 був призначений воєводою в Чернігів.
У 1689 року за наказом правительки думний дворянин С. Неплюєв виїхав із Севська до Батурина, де конфіскував майно колишнього лівобережного гетьмана І. Самойловича та його синів Григорія та Якова. Майно опальних Самойловичів було передано до царської скарбниці та військової скарбниці Запорізького війська.
У 1694 року С. Неплюєв служив воєводою у Новобогородицькій фортеці на річці Самара (притоці Дніпра).
У 1696 - 1699 роках думний дворянин Семен Неплюєв знаходився на воєводстві в Курську. В 1697 він відповідав за доставку з Брянська до гирла річки Самари 121 струга для участі в плавному поході по Дніпру. Потім С. Неплюєв був призначений "товаришем" (заступником) князя Я. Долгорукова і брав участь у Азовському поході. На Дніпрі він оглянув фортецю Таванськ і міста Кизикермен і Шингірей та доніс, що найзручніше виправити і зміцнити Шингирей, для оборони Російських військ.
У 1705 року С. Неплюєв під командуванням лівобережного гетьмана І. Мазепи брав участь у поході на Правобережну Україну, де воював проти польського короля Станіслава Лещинського.
У квітні 1706 року московський корпус воєводи С. Неплюєва та миргородського полковника Д. Апостола був розбитий шведським загоном у бою під Клецком. Після поразки Семен Неплюєв відступив у Слуцьк та Мінськ, а звідти на Стародубщину, де отримав наказ від Івана Мазепи розпустити свої сили.
У 1713 року за царським указом смоленська шляхта мала замість власної служби надати даточних людей і відправити гроші у Білгород до думного дворянина С. Неплюєва.
Залишив після себе двох синів: Григорія та Івана.